# CFO 331–340
Die Tenderlokomotiven 331–340 der Chemins de fer Orientaux (CFO) wurden in den Jahren 1911 und 1912 von der Lokomotivfabrik Maffei in München für den Einsatz im Vorortverkehr von Istanbul geliefert. Zusammen mit der CFO gingen die Lokomotiven 1937 an die türkische Staatsbahn TCDD, die die letzten Maschinen Anfang der 1980er Jahre ausmusterte.

## Geschichte
Für ihren Vorortverkehr ab dem Bahnhof Istanbul Sirkeci setzte die CFO in den Jahren vor dem Ersten Weltkrieg ältere, 1875 von Krauss gelieferte kleine Tenderlokomotiven der Achsfolge 1’B ein. Diese waren den steigenden Zuglasten bald nicht mehr gewachsen. Bei Maffei bestellte die CFO daher eine Serie von zehn großen Tenderlokomotiven der Achsfolge 1’C1’ (Prairie). Nach ihrer Auslieferung unter den Maffei-Fabriknummern 3278 bis 3283 und 3342 bis 3345 übernahmen sie den gesamten Vorortverkehr auf der Strecke von Istanbul nach Halkali. Diese Strecke blieb für über vierzig Jahre das hauptsächliche Einsatzgebiet, woran auch die Verstaatlichung der CFO 1937 nichts änderte. Die Lokomotiven bespannten dabei aus bis zu 20 Zweiachsern bestehende Züge in diesem als Banliyö Trenleri bezeichneten Vorläuferverkehr der heutigen S-Bahn Istanbul. 1955 wurde ihre Einsatzstrecke durch die TCDD elektrifiziert. Die Lokomotiven wurden nach Izmir umstationiert, wo sie im dortigen Vorortverkehr eingesetzt wurden. Ab Anfang der 1970er Jahre wanderten sie allmählich in den Rangierdienst ab und wurden in großen Bahnhöfen landesweit eingesetzt, einzelne Exemplare kamen unter anderem nach Afyonkarahisar und Kayseri. Als letzte eingesetzte Maschine versah die 35.56 noch 1981 Rangierdienste im Hafen von Samsun. Sie wurde nach 1986 als Denkmallokomotive am Bahnhof von Amasya aufgestellt. Die Lokomotive 35.58 blieb im Eisenbahnmuseum Çamlık als Museumslokomotive erhalten.

## Technische Merkmale
Die Lokomotiven wurden als zweizylindrige Nassdampflokomotiven ausgeführt. Entgegen einzelnen Angaben in der Literatur wurden sie nicht mit Überhitzern nachgerüstet. Der Blechrahmen erhielt zwischen den Rahmenwangen einen innenliegenden Wasserbehälter, zwei weitere kleine Wasserbehälter lagen seitlich am Kessel. Diese erwiesen sich bald als zu klein und alle Lokomotiven erhielten bei einem Umbau deutlich größere seitliche Wasserbehälter. Mit diesem Umbau stieg das Gesamtgewicht der Lokomotiven um gut sechs Tonnen auf insgesamt 77,5 Tonnen an. Die Laufräder sind in Bisselgestellen gelagert.